# Go Right Ahead
Go Right Ahead è un singolo del gruppo svedese The Hives, estratto dall'album Lex Hives.
Il singolo è uscito il 3 aprile del 2012 attraverso piattaforme digitali. Successivamente è stata pubblicata una versione in vinile, edizione limitata, il 21 aprile 2012.

## Descrizione
La canzone contiene un riff simile a Don't Bring Me Down degli Electric Light Orchestra. Ma in una intervista Howlin' Pelle Almqvist, a sua difesa sostiene che il riff non è stato plagiato intenzionalmente. 
Mesi dopo ci siamo resi conto che sembrava molto simile a "Do not Bring Me Down" di ELO, quindi abbiamo contattato Jeff Lynns e gli abbiamo praticamente dato un taglio dal songwriting (cit.). 
Di conseguenza, Jeff Lynne è stato accreditato come uno degli scrittori della canzone.

## Elenco tracce
Lp (versione limitata) Record Store Day
1. Go Right Ahead (3:08)
2. 1000 Answer (2:08)